# Áo bà ba

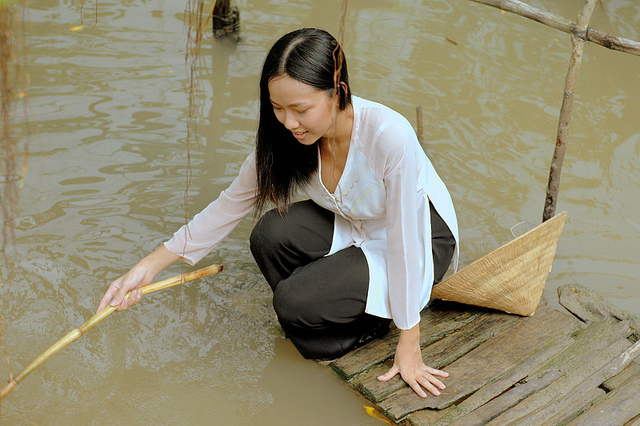

L'Áo bà ba è un tipo di abbigliamento tradizionale vietnamita. È principalmente associato con la parte meridionale del Vietnam, soprattutto le zone rurali.
L'áo bà ba consiste semplicemente in un paio di pantaloni di seta ed una camicia a maniche lunghe, abbottonata fino in fondo. In alcuni modelli la camicia si divide alla vita, formando due lembi distinti. Sulla parte anteriore più bassa della camicia sono tradizionali due taschini.
La semplicità e la versatilità di questo indumento hanno contribuito alla sua popolarità, ed è attualmente utilizzato da gran parte della popolazione vietnamita, sia delle zone di campagna che di quelle urbane. Le versioni più moderne dell'áo bà ba abbracciano diversi stili di design, di colori e di tessuti.